# روزا أمارال
روزا أمارال مواليد 21 يونيو 1980، هي لاعبة كرة يد أنغولية سابقة. مثلت منتخب أنغولا لكرة اليد للسيدات. شاركت في دورة الألعاب الأولمبية الصيفية سنة 2004.

## سجل المنافسة
شاركت في البطولات التالية:
- الألعاب الأولمبية الصيفية 2004

## روابط خارجية
- روزا أمارال على موقع اللجنة الأولمبية الدولية (الإنجليزية)
- روزا أمارال على موقع أوليمبيديا (الإنجليزية)